# Shakir Smith
Shakir Smith, nascido nos Estados Unidos da América a 25 de outubro de 1992, é um jogador profissional de basquetebol que joga atualmente pelo Sporting Clube de Portugal.